# Blackout Tuesday
A Blackout Tuesday (Terça-feira do apagão, em tradução livre) é uma ação coletiva iniciada originalmente por personalidades da indústria da música para protestar contra o racismo e a brutalidade policial. A ação, organizada em resposta ao assassinato de George Floyd, Ahmaud Arbery e Breonna Taylor  e programada para ocorrer na terça-feira, 2 de junho de 2020. As empresas e entidades participantes são incentivadas a se abster de lançar músicas e outras operações comerciais durante o apagão.

## Contexto
A chamada à ação foi iniciada pelas produtoras musicais Brianna Agyemang e Jamila Thomas, diretora sênior de marketing da Atlantic Records.
As empresas estão participando de diferentes maneiras. Pediu-se aos americanos afrodescendentes que não comprassem ou vendessem nesse dia para demonstrar força e unidade econômica. O Spotify anunciou que adicionaria um momento de silêncio de 8 minutos e 46 segundos a certos podcasts e playlists do dia.
No Instagram, os usuários participam postando uma única foto de um quadrado preto ao lado da hashtag #blackouttuesday.

## Ações promovidas
As organizações que apoiam o Blackout Tuesday sugerem que esse dia pode ser uma oportunidade de reflexão sobre o racismo e seus efeitos na sociedade. Outros sugerem que é uma oportunidade de tirar um tempo do trabalho para se concentrar em ajudar os outros.